# 布蘭奇縣 (密歇根州)
布蘭奇县（英語：Branch County）是美國密西根州南部的一個縣，南鄰印地安納州。面積1,345平方公里。根據美國2000年人口普查，共有人口45,787人。縣治科爾德沃特。
成立於1829年10月29日，縣政府成立於1833年3月1日。縣名紀念北卡羅萊納州州長、聯邦參議員、美國海軍部長、眾議員、佛羅里達準州州長約翰·布蘭奇。。